# Dzierżysław (imię)
Dzierżysław, Dzirżysław, Dziersław, Dzirsław – staropolskie imię męskie, złożone z członów Dzierży- („trzymać”) i -sław („sława”). Oznaczało prawdopodobnie „tego, który posiada sławę”. Poświadczone w piśmiennictwie od XIII wieku.
Imię rzadkie. W styczniu 2025 r. w rejestrze PESEL, wśród publicznie dostępnych danych dotyczących osób żyjących, wykazano 14 mężczyzn o imieniu Dzierżysław nadanym jako imię pierwsze oraz 13 mężczyzn noszących imię Dzierżysław jako imię drugie. 
Dzierżysław imieniny obchodzi 24 marca, 16 lipca i 1 września.
Formy skrócone to: Dziech, Dzierzek, Dzieszek, Dersław.
Żeńskie odpowiedniki: Dzierżysława, Dzirżysława, Dziersława, Dzirsława.
Podobne imię: Dzierżykraj.

## Nazwy miejscowości pochodzące od imienia
Od tego imienia pochodzą nazwy miejscowości w Polsce. Są to:
- w województwie dolnośląskim: Dzierżkowice[6] oraz Dziesławice[6],
- w województwie opolskim: Dzierżkowice[6], Dzierżysławice oraz Dzierżysław[6].